# Ван Жуй, Иоанн
Иоанн Ван Жуй (кит. 王銳 若望, 25 февраля 1885, Шаньси — 9 июля 1900, Тайюань) — святой Римско-католической церкви, мученик.

## Биография
В 1895 году в возрасте 10 лет поступил в начальную духовную семинарию в Дунэргоу.  Через некоторое время его перевели в высшую духовную семинарию в городе Тайюань. В 1898 году, путешествуя по Европе вместе с епископом Франциском Фоголла и другими тремя китайскими семинаристами, участвовал в международной выставке в Турине, посвящённой китайскому искусству и культуре. 
В 1899 году возвратился в Китай с группой католических миссионеров. Как раз в это время в Китае вспыхнуло ихэтуаньское восстание боксёров, во время которого пострадало много местных христиан. Из-за угрозы расправы над семинаристами епископ решил распустить семинарию и отправить их по домам. Иоанн Ван Жуй остался в семинарии. 9 июля 1900 года был арестован по приказу губернатора Шаньси Юй Сяня вместе с епископами Франциском Фоголла и Элиасом Факкини и в тот же день казнён.

## Прославление
Иоанн Ван Жуй был беатифицирован 24 ноября 1946 года римским папой Пием XII и канонизирован 1 октября 2000 года римским папой Иоанном Павлом II вместе с группой 120 китайских мучеников.
День памяти в Католической церкви — 9 июля.

## Источник
- George G. Christian OP, Augustine Zhao Rong and Companions, Martyrs of China, 2005, стр. 31 (англ.)